# إميلي دافيسون
إميلي وايلدينغ دافيسون (بالإنجليزية: Emily Davison) (11 أكتوبر 1872 - 8 يونيو 1913) كانت ناشطة في حق تصويت المرأة الإنجليزية، حاربت من أجل حق النساء في التصويت في بريطانيا في أوائل القرن العشرين. كانت عضوًا في الاتحاد الاجتماعي والسياسي للمرأة ومناضلة أجل قضيتها، قُبض عليها تسع مرات، وأضربت عن الطعام سبع مرات وأُطعمت قسرًا تسع وأربعين مرة. توفيت بعد أن ضربها حصان الملك جورج الخامس أنمر في ديربي عام 1913 عندما دخلت إلى المضمار خلال السباق.
نشأت دافيسون في عائلة من الطبقة المتوسطة، ودرست في كلية رويال هولواي، جامعة لندن، وكلية سانت هيو، جامعة أكسفورد، قبل توليها وظائف كمدرسة ومربية. انضمت إلى الاتحاد الاجتماعي والسياسي للمرأة في نوفمبر عام 1906 وأصبحت ضابطة في المنظمة وقائدة خلال المسيرات. سرعان ما أصبحت معروفة في المنظمة لعملها الجريء المتشدد. تضمنت أساليبها تحطيم النوافذ، ورمي الحجارة، وإشعال النار في صناديق البريد، وفي ثلاث مرات، الاختباء طوال الليل في قصر وستمنستر -بما في ذلك ليلة التعداد السكاني عام 1911. نظم الاتحاد الاجتماعي والسياسي للمرأة جنازتها في 14 يونيو عام 1913.
رافق موكب مكون من 5000 ناشط في حق تصويت المرأة ومؤيديهم تابوتها واصطف 50,000 شخص على طرقات لندن؛ نُقل نعشها بالقطار إلى منزل الأسرة في موربيث، نورثمبرلاند. كانت دافيسون مسيحية نسوية قوية وشغوفة، واعتبرت أن الاشتراكية قوة أخلاقية وسياسية لازمة لنشر الخير. فُسرت أغلب أحداث حياتها من خلال طريقة وفاتها. لم تقدم أي تفسير مسبق لما خططت للقيام به في الديربي، وأثرت الشكوك في دوافعها ونواياها على طريقة الحكم عليها من قبل المؤرخين. طُرحت العديد من النظريات، بما في ذلك اعتبار الأمر حادثًا، أو انتحارًا، أو محاولة تثبيت لافتة تطالب بحق المرأة في التصويت على حصان الملك.

## سيرتها الذاتية

### حياتها المبكرة وتعليمها
وُلدت إميلي وايلدينغ دافيسون في روكسبيرغ هاوس، غرينويتش، في جنوب شرق لندن في 11 أكتوبر عام 1872. كان والداها تشارلز دافيسون، تاجر متقاعد، ومارغريت (اسمها قبل الزواج كايسلي)، من موربيث، نورثمبرلاند. في وقت زواجه من مارغريت في عام 1868، كان تشارلز يبلغ 45 عامًا وكان مارجريت تبلغ 19 عامًا. كانت إميلي الثالثة من بين أربعة أطفال ولدوا للزوجين. توفيت أختها الصغرى من الخناق عام 1880 في سن السادسة. كان زواج مارغريت الثاني لتشارلز. أنجب من زواجه الأول تسعة أطفال قبل وفاة زوجته عام 1866.
انتقلت الأسرة إلى سوبريدجوورث، هارتفوردشير، بينما كانت دافيسون طفلة. تعلمت في المنزل حتى سن الحادية عشر. عندما عاد والداها مع العائلة إلى لندن، التحقت بمدرسة نهارية، ثم أمضت عامًا في الدراسة في دونكيرك، فرنسا. عندما كانت في الثالثة عشرة من عمرها التحقت بمدرسة كنسينغتون الثانوية وحصلت بعد ذلك على منحة للدراسة في كلية رويال هولواي في عام 1891 لدراسة الأدب. توفي والدها في أوائل عام 1893 وأجبرت على إنهاء دراستها لأن والدتها لم تستطع تحمل دفع 20 جنيهًا إسترلينيًا لكل فصل دراسي.
عند مغادرة هولواي، أصبحت دافيسون مربية مقيمة، واستمرت في الدراسة في المساء. وفرت ما يكفي من المال للتسجيل في كلية سانت هيو، أكسفورد، لفصل واحد لحضور الفحص النهائي؛ حصلت على مرتبة الشرف الأولى في اللغة الإنجليزية، لكنها لم تستطع التخرج لأن شهادات أكسفورد لم تكن متاحة للنساء. عملت لفترة وجيزة في مدرسة الكنيسة في إدغباستون بين عامي 1895 و1896، لكنها وجدت الأمر صعبًا وانتقلت إلى سيبيري، وهي مدرسة خاصة في ورثينغ، حيث كانت أكثر استقرارًا؛ غادرت البلدة عام 1898 وأصبحت معلمة ومربية خاصة لعائلة في نورثامبتونشير. في عام 1902 بدأت الدراسة للحصول على شهادة في جامعة لندن. تخرجت بمرتبة الشرف الثالثة في عام 1908.

### عملها كناشطة
انضمت دافيسون إلى الاتحاد الاجتماعي والسياسي للمرأة في نوفمبر عام 1906. تأسس الاتحاد الاجتماعي والسياسي للمرأة في عام 1903 من قبل إميلين بانكيرست، وضم الاتحاد أولئك الذين آمنوا أن أساليب المواجهة القتالية ضرورية لتحقيق هدفهم النهائي المتمثل في منح حق المرأة في التصويت. انضمت دافيسون إلى حملة الاتحاد الاجتماعي والسياسي للمرأة، وأصبحت ضابطة في المنظمة وقائدة خلال المسيرات. في عام 1908 أو 1909 تركت وظيفتها في التدريس وكرست نفسها للاتحاد بشكل كامل. بدأت في اتخاذ إجراءات هجومية شديدة، ما دفع سيلفيا بانكهيرست -ابنة إميلين وعضو دائم في الاتحاد الاجتماعي والسياسي للمرأة- إلى وصفها بأنها «إحدى أكثر المقاتلين جرأةً وتهورًا». ألقي القبض عليها في مارس عام 1909 لأول مرة. كانت جزءًا من وفد مؤلف من 21 امرأة في مسير من كاكستون هول لرؤية رئيس الوزراء، إتش. إتش. أسكويث، انتهى المسير في نزاع مع الشرطة، وقُبض عليها بتهمة «الاعتداء على الشرطة أثناء أداء مهمتهم». حُكم عليها بالسجن لمدة شهر. بعد إطلاق سراحها، كتبت إلى مجلة الاتحاد الاجتماعي والسياسي للمرأة، فوتس فور وومين، قائلةً «من خلال عملي المتواضع في هذه القضية الأنبل على الإطلاق، شعرت برغبة في إتمام عملي ورغبة في الحياة لم أختبرها من قبل.»
في يوليو عام 1909، ألقي القبض على دافيسون مع زميلتيها الناشطتين في حق المرأة في التصويت، ماري لي وأليس بول، لمقاطعتهن جلسة عامة منعت فيها مشاركة النساء وعقدها مستشار الخزانة ديفيد لويد جورج؛ وحُكم عليها بالسجن لمدة شهرين بسبب فعلتها. أضربت عن الطعام وأُفرج عنها بعد خمسة أيام ونصف، خسرت خلالها 21 رطلاً (9.5 كغ)؛ وذكرت أنها «شعرت بالضعف الشديد» نتيجةً لذلك. ألقي القبض عليها مرة أخرى في سبتمبر من العام نفسه لرميها حجارة بهدف كسر النوافذ في اجتماع سياسي؛ وهو المجلس الذي عُقد للاحتجاج على ميزانية عام 1909، والذي مُنعت النساء من المشاركة فيه. أُرسلت إلى سجن سترينجوايز لمدة شهرين. أضربت مرة أخرى عن الطعام وأُفرج عنها بعد يومين ونصف. وكتبت بعد ذلك إلى مجلة ذا غارديان مانشيستر لتبرير عملها بإلقاء الحجارة بأنه «يهدف إلى تحذير الجمهور العام من المخاطر الشخصية التي قد يتعرضوا لها في المستقبل إذا ذهبوا إلى اجتماعات مجلس الوزراء في أي مكان». واستطردت قائلةً إن هذا مبرر بسبب «العمل غير الدستوري لوزراء الحكومة في إجراء الاجتماعات العامة التي يستبعد منها قسم كبير من الجمهور».
قُبض على دافيسون مرة أخرى في أوائل أكتوبر عام 1909، بينما كانت تستعد لإلقاء حجر على وزير الحكومة السير والتر رونسيمان. أخطأت في الاعتقاد بأن السيارة التي يسافر بها احتوت على لويد جورج. ألقت كونستانس ليتون، زميلة لها ومن الناشطين في حق المرأة في التصويت، الحجر أولًا، قبل أن تتمكن الشرطة من التدخل. اتُهمت دافيسون بمحاولة الاعتداء، ولكن أُفرج عنها؛ وسُجنت ليتون لمدة شهر. استغلت دافيسون ظهورها في المحكمة لإلقاء الخطب. نُشرت مقتطفات من أقوالها في الصحف. بعد ذلك بأسبوعين ألقت الحجارة على رونسيمان في اجتماع سياسي في رادكليف، مانشستر الكبرى. ألقي القبض عليها وحكم عليها بالأشغال العقابية لمدة أسبوع. أضربت مرة أخرى عن الطعام، لكن الحكومة سمحت باتباع طرق الإطعام القسري للسجناء. يصف المؤرخ غاي غوليكسون هذا الأسلوب بأنه «مؤلم للغاية، مؤذٍ نفسيًا، ويثير إمكانية الموت في السجن بسبب خطأ طبي أو حكم رسمي خاطئ». قالت دافيسون إن التجربة «ستطاردني برعبها طوال حياتي، ولا يمكن وصفها تقريبًا ... كان التعذيب همجيًا». بعد التجربة الأولى للإطعام القسري، ولمنع تكرارها، حبست دافيسون نفسها في زنزانتها باستخدام سريرها ومقعد ورفضت السماح لسلطات السجن بالدخول. كسروا أحد زجاج النوافذ في الزنزانة ووجهوا خرطوم مياه مخصص للحرائق عليها لمدة 15 دقيقة، أثناء محاولتهم فتح الباب. في الوقت الذي فتح فيه الباب، كان عمق المياه في الزنزانة قد وصل إلى ست بوصات. نُقلت إلى مستشفى السجن حيث تمت تدفئتها بقوارير ماء ساخن. أُطعمت قسرًا بعد ذلك بوقت قصير وأُطلق سراحها بعد ثمانية أيام. دفعت طرق معاملة دافيسون عضو البرلمان واتحاد العمال، كير هاردي، إلى طرح سؤال في مجلس العموم حول «الاعتداء على سجينة في سترينجوايز»؛ رفعت دافيسون دعوى قضائية على سلطات السجن لاستخدام الخرطوم، وفي يناير عام 1910، حصلت على 40 شلن كتعويض.